# Klast

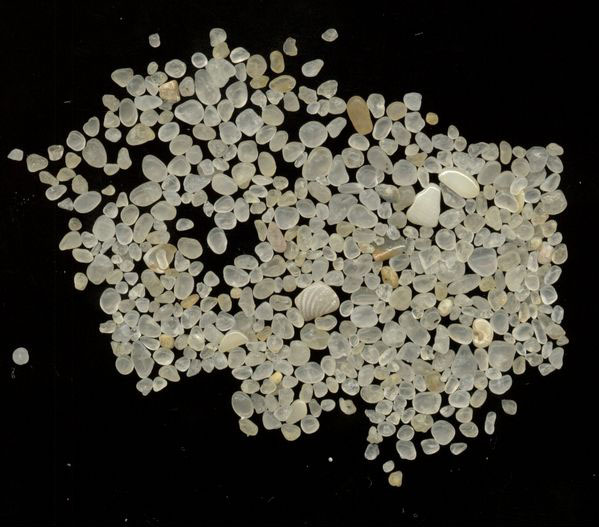
Goed afgeronde klasten in strandsediment. De korrels zijn ongeveer 3 tot 4 mm groot en bestaan, gezien de dofgrijze doorzichtige kleur, voornamelijk uit kwarts. Een aantal korrels is afkomstig van gebroken en afgeronde schelpen. Foto: Eurico Zimbres

Een klast is in de petrologie (gesteentekunde) en sedimentologie een brokstuk van een gesteente, dat in een sediment of een ander gesteente is geïncorporeerd. Een klast kan een groot brokstuk of een afgeronde kei zijn, maar ook deeltjes klei of silt worden klasten genoemd. In de sedimentologie wordt ook vaak de term korrel gebruikt.

## Voorkomen
Gesteenten die uit klasten bestaan worden klastische gesteenten genoemd. Veel sedimentaire gesteenten zoals conglomeraat, zandsteen of schalie bestaan uit klasten. Deze klasten zijn gevormd door erosie en verwering van gesteente, en zijn daarna door een rivier of de wind meegenomen om elders te sedimenteren. In een rivier of op een strand zullen klasten door de beweging van het water rond geslepen worden, waarbij ze op korrelgrootte worden gesorteerd.
Ook als een gesteente is opgebroken en weer aan elkaar gecementeerd spreekt men van klasten. Behalve door sedimentaire processen als golfwerking kunnen dit soort klasten ontstaan door het opbreken (verbreccieën) van gesteente bij het ontstaan van breuken of aders, of het intruderen van magma. Klasten ontstaan ook door schuif in gesteenten op grotere diepte, dit noemt men porfyroklasten.

## Samenstelling
Sedimentaire klasten worden ingedeeld op korrelgrootte en mineralogische samenstelling. Zand, silt en grind bestaat uit kwarts, veldspaat en andere silicaatmineralen. Deze mineralen worden siliclastica genoemd. Klei bestaat uit kleimineralen. Sedimenten als leem en löss bestaan uit mengsels van siliclastica en kleimineralen. Mergel is een mengsel van siliclastica en kalkdeeltjes.